# منية شنتنا عياش
منية شنتنا عياش إحدى قرى مركز المحلة الكبرى التابع لمحافظة الغربية بجمهورية مصر العربية.

## التاريخ
قرية منية شنتنا عياش من القرى القديمة، حيث وردت باسم «منية شنتنا عياش» في أعمال السمنودية ضمن قرى الروك الصلاحي التي أحصاها ابن مماتي في كتاب قوانين الدواوين، كما وردت باسم «منية شنتنا عياش» في أعمال الغربية ضمن قرى الروك الناصري التي أحصاها ابن الجيعان في كتاب «التحفة السنية بأسماء البلاد المصرية». وردت باسم «منية شنتنا عياش» في التربيع العثماني الذي أجراه الوالي العثماني سليمان باشا الخادم في عصر السلطان العثماني سليمان القانوني ضمن قرى ولاية الغربية، وفي تاريخ 1228هـ/1813م الذي عدّ قرى مصر بعد المسح الذي قام به محمد علي باشا باسم «منية شنتنا عياش» ضمن قرى مديرية الغربية. التهمت نيران حرائق عام 1902 اثنا عشر بيتًا من بيوت القرية.

## التعليم
تصل نسبة الأمية في القرية إلى 27.81% بين من تجاوزوا العاشرة من عمرهم، بينما تصل نسبة من حصلوا على تعليم جامعي إلى 4.41% من جملة السكان.

## السكان
بلغ عدد سكان منية شنتنا عياش 12,792 نسمة حسب تقدير عام 2018.
| السنة  | 1882 | 1897 | 1907 | 1927 | 1960 | 1976 | 1986 | 1996 | 2006  | 2018   |
| ------ | ---- | ---- | ---- | ---- | ---- | ---- | ---- | ---- | ----- | ------ |
| القرية | 996  | 1202 | 1528 | 1883 | 3010 | 4510 | 6039 | 7819 | 9,136 | 12,792 |